# De Korpershoek
De Korpershoek is een korenmolen iets ten westen van de Nederlandse plaats Schipluiden. Al in 1541 wordt melding gemaakt van een molen op deze plaats. De molen dankt zijn naam aan de karpers die op deze plek paaien en kuit schieten.
In 1625 werd een nieuwe molen op de plaats gebouwd, die tot 21 juli 1865 dienstdeed. Na blikseminslag op die dag werd de molen herbouwd. Op 2 februari 1945 ontstond opnieuw een grote brand, waarna besloten werd de Korpershoek te bouwen, met gebruikmaking van onderdelen uit de molen De Jonge Pieter uit Leimuiden. De eerste steen voor de herbouw werd gelegd op 13 mei 1950. Op 10 november 1951 werd de herbouw afgesloten en de molen weer in gebruik gesteld. In 1991 werd de molen gerestaureerd. Op een gedenksteen in de muur valt te lezen:
1772 - 1950
Brand velde de oude molen neer
Maar vrolijk draait de nieuwe weer
Eerst werkloos in Leimuiden
Maal ik nu voor Schipluiden
De tekst herinnert eraan dat de molen die er nu staat, in 1772 in Leimuiden is gebouwd en in 1950 naar Schipluiden is verplaatst.

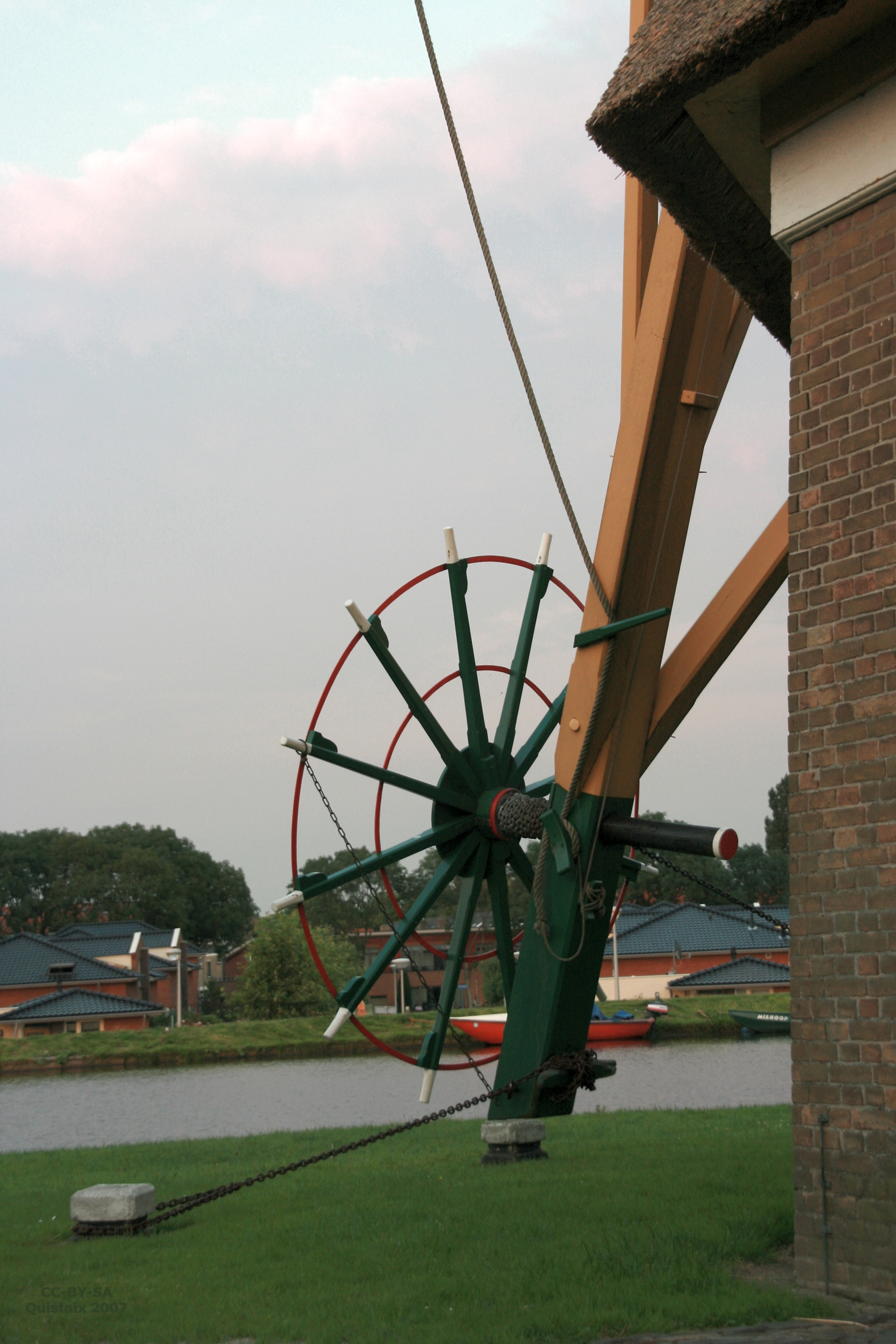
Kruiwiel van de molen
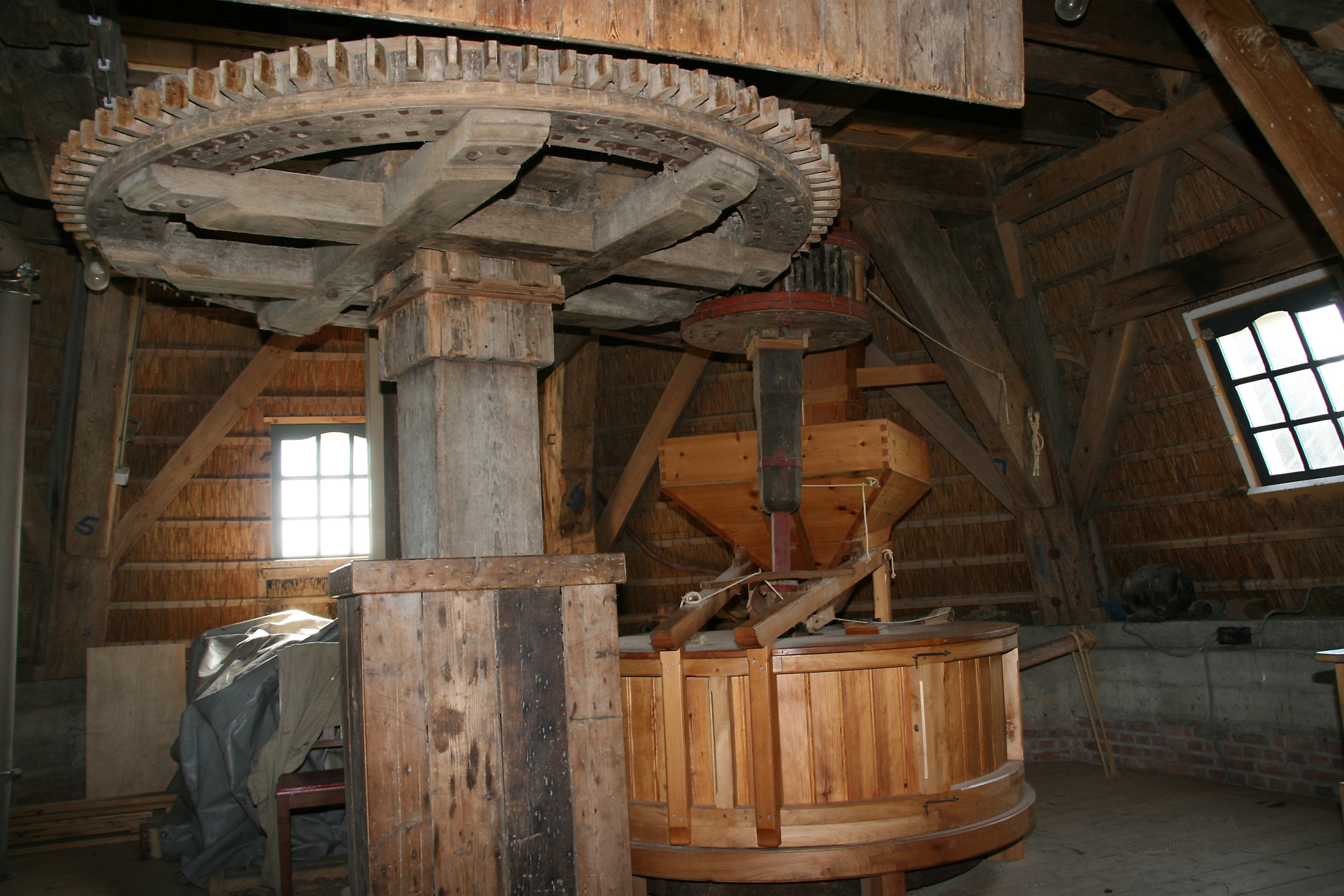
Steenzolder
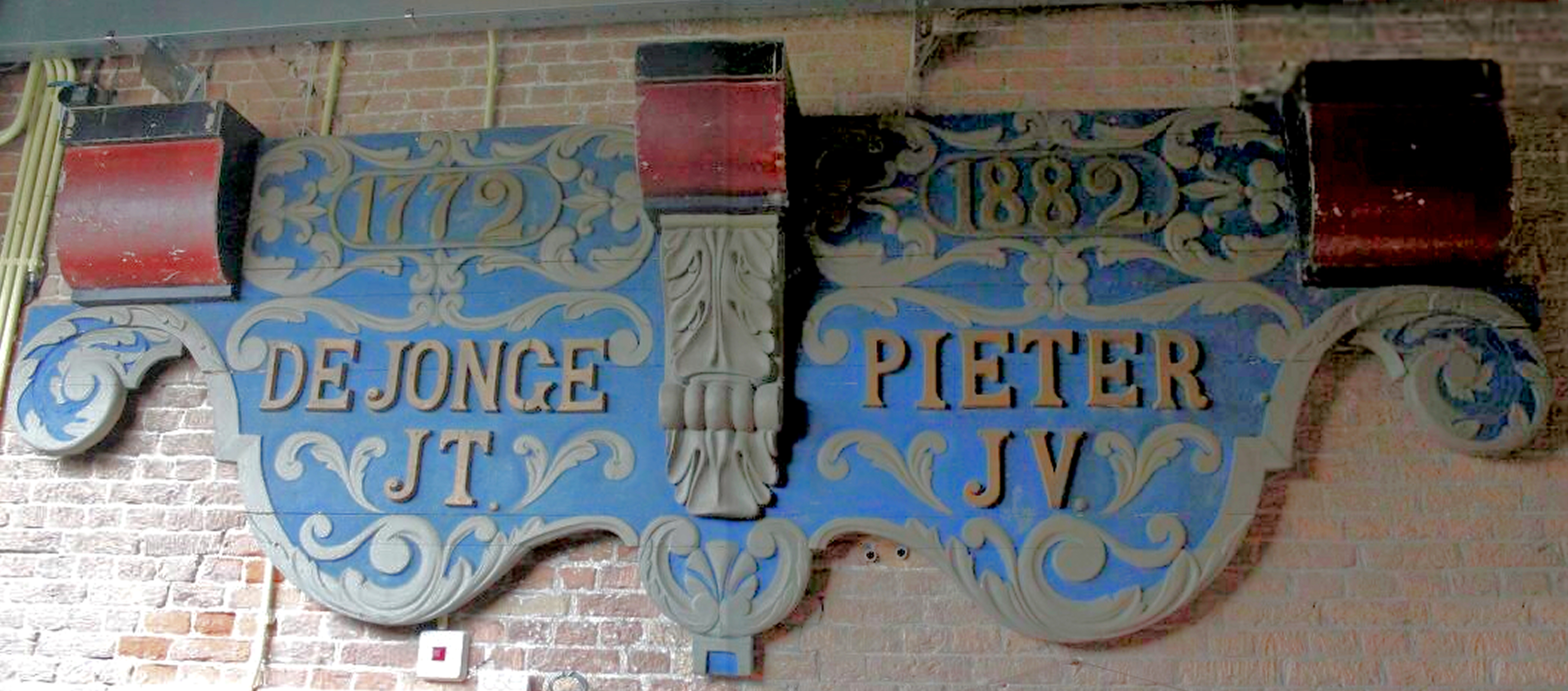
Baard van de Jonge Pieter